# 1982-es Formula–1 francia nagydíj
A francia nagydíj volt az 1982-es Formula–1 világbajnokság tizenegyedik futama.

## Futam
| Helyezés | #  | Versenyző          | Csapat/Motor  | Körök | Idő/Kiesés oka    | Rajthely | Pontszám |
| -------- | -- | ------------------ | ------------- | ----- | ----------------- | -------- | -------- |
| 1        | 16 | René Arnoux        | Renault       | 54    | 1:33:33,217       | 1        | 9        |
| 2        | 15 | Alain Prost        | Renault       | 54    | + 17,308          | 2        | 6        |
| 3        | 28 | Didier Pironi      | Ferrari       | 54    | + 42,128          | 3        | 4        |
| 4        | 27 | Patrick Tambay     | Ferrari       | 54    | + 1:16,241        | 5        | 3        |
| 5        | 6  | Keke Rosberg       | Williams-Ford | 54    | + 1:30,994        | 10       | 2        |
| 6        | 3  | Michele Alboreto   | Tyrrell-Ford  | 54    | + 1:32,339        | 15       | 1        |
| 7        | 5  | Derek Daly         | Williams-Ford | 53    | + 1 kör           | 11       |          |
| 8        | 8  | Niki Lauda         | McLaren-Ford  | 53    | + 1 kör           | 9        |          |
| 9        | 23 | Bruno Giacomelli   | Alfa Romeo    | 53    | + 1 kör           | 8        |          |
| 10       | 4  | Brian Henton       | Tyrrell-Ford  | 53    | + 1 kör           | 23       |          |
| 11       | 9  | Manfred Winkelhock | ATS-Ford      | 52    | + 2 kör           | 18       |          |
| 12       | 12 | Geoff Lees         | Lotus-Ford    | 52    | + 2 kör           | 24       |          |
| 13       | 29 | Marc Surer         | Arrows-Ford   | 52    | + 2 kör           | 20       |          |
| 14       | 26 | Jacques Laffite    | Ligier-Matra  | 51    | + 3 kör           | 16       |          |
| 15       | 35 | Derek Warwick      | Toleman-Hart  | 50    | + 4 kör           | 14       |          |
| 16       | 25 | Eddie Cheever      | Ligier-Matra  | 49    | + 5 kör           | 19       |          |
| Kiesett  | 22 | Andrea de Cesaris  | Alfa Romeo    | 25    | Kicsúszás         | 7        |          |
| Kiesett  | 1  | Nelson Piquet      | Brabham-BMW   | 23    | Motorhiba         | 6        |          |
| Kiesett  | 11 | Elio de Angelis    | Lotus-Ford    | 17    | Üzemanyagrendszer | 13       |          |
| Kiesett  | 7  | John Watson        | McLaren-Ford  | 13    | Elektronika       | 12       |          |
| Kiesett  | 17 | Jochen Mass        | March-Ford    | 10    | Kicsúszás         | 26       |          |
| Kiesett  | 30 | Mauro Baldi        | Arrows-Ford   | 10    | Ütközés           | 25       |          |
| Kiesett  | 2  | Riccardo Patrese   | Brabham-BMW   | 8     | Motorhiba         | 4        |          |
| Kiesett  | 10 | Eliseo Salazar     | ATS-Ford      | 2     | Kicsúszás         | 22       |          |
| Kiesett  | 31 | Jean-Pierre Jarier | Osella-Ford   | 0     | Féltengely        | 17       |          |
| Kiesett  | 36 | Teo Fabi           | Toleman-Hart  | 0     | Elektronika       | 21       |          |
| NK       | 33 | Jan Lammers        | Theodore-Ford |       |                   |          |          |
| NK       | 14 | Roberto Guerrero   | Ensign-Ford   |       |                   |          |          |
| NK       | 18 | Raul Boesel        | March-Ford    |       |                   |          |          |

## A világbajnokság élmezőnyének állása a verseny után
| H  | Versenyzők       | Pont | H  | Konstruktőrök | Pont |
| -- | ---------------- | ---- | -- | ------------- | ---- |
| 1. | Didier Pironi    | 39   | 1. | McLaren-Ford  | 54   |
| 2. | John Watson      | 30   | 2. | Ferrari       | 49   |
| 3. | Alain Prost      | 25   | 3. | Renault       | 38   |
| 4. | Niki Lauda       | 24   | 4. | Brabham-Ford  | 36   |
| 5. | Keke Rosberg     | 23   | 5. | Williams-Ford | 36   |
| 6. | Riccardo Patrese | 19   | 6. | Lotus-Ford    | 20   |

## Statisztikák
Vezető helyen:
- René Arnoux: 33 (1-2 / 24-54)
- Riccardo Patrese: 5 (3-7)
- Nelson Piquet: 16 (8-23)

René Arnoux 3. győzelme, 14. pole-pozíciója, Riccardo Patrese 2. leggyorsabb köre.
- Renault 10. győzelme.

Jochen Mass 114. és egyben utolsó utolsó versenye.